# Oxytaenia caracacensis
Oxytaenia caracacensis är en stekelart som först beskrevs av Marshall 1892.  Oxytaenia caracacensis ingår i släktet Oxytaenia och familjen brokparasitsteklar. Inga underarter finns listade i Catalogue of Life.